# ジェネシス (企業)
ジェネシス（Genesys）は、中・大規模企業向けのカスタマーエクスペリエンス(CX)およびコンタクトセンター・ソリューションのリーディングプロバイダーである。ジェネシスは1990年に創設され、現在カリフォルニア州のデイリーシティに本社を構えている。カナダ、ラテンアメリカ、ヨーロッパ、中東アフリカ、アジア、オーストラリアに拠点がある。

## 概要
ジェネシスは、1990年10月にGregory ShenkmanとAlec Miloslavskyによって設立された。1997 年6月に会社の株式公開を完了し、GCTIの株式銘柄コードのもと、NASDAQの株式市場に上場した。そして1999年の後半に、Alcatel-Lucent（当時Alcatel）がジェネシスを$1.5 billion （約1,500億円）で買収した。2012年2月、Alcatel-Lucentの傘下にあったジェネシスは、ペルミラとTCVから出資を受け、独立企業となった。
ジェネシスは、クラウドベース、オンプレミス両方のCXおよびコンタクトセンター向けソフトウェアを取り扱う。
2007年10月、Paul SegreがCEOに就任。2014年現在、ジェネシス社は$740 million（約740億円 ）の年間収益を確保している。

## 買収

### 1990年
1997年12月、Eメール管理ソフトウェアの開発を手掛けたForte Software, Inc.（後にAdanteと改名される）を買収。さらに、1999年6月、ワークフォース・マネジメントのソフトウェアを開発したNext Age Technologiesを買収した。

### 2000年
Genesysは2001年、IBMのコンピューターテレフォニー（CTI）ソフトウェア、CallPathを買収した。翌年の2002年にはTeleraと提携し、音声ポータルと自動音声応答装置(IVR)を実装。2006年にGMKとVoiceGenieを買収した結果、ジェネシスのIVRシステムは優れた機能性を備え、市場プレゼンスが大幅に向上した。
2007年12月、ジェネシスは顧客サービス向けのパフォーマンス管理ソフトウェアの開発会社である、Informiamを買収した。2008年には更に、ConserosおよびSDE Software Development Engineeringといった2つの会社を買収している。Conserosはジェネシス社の傘下に入って以降、大規模なタスク管理ソフトウェアを開発し、SDEはホスティング管理ソフトウェアを開発した。同年、IVRシステムを手掛けるブラジルのLM Sistemaも買収している。

### 2010年
2013年には、5つの会社を買収。詳細は以下のとおりである。
2013年の初めには、音声分析とワークフォース最適化システムを扱うUtopyを買収。続いてクラウドベースのIVRおよびコンタクトセンター・ソフトウェア開発会社のAngelを買収。続いて同年5月、クラウドベースの問い合わせ受付や課金、モバイルマーケティング、顧客サービスを扱うソフトウェア開発会社のSoundBite Communicationsを100億円で買収。10月には、クラウドベースのコンタクトセンター・ソフトウェア開発会社のEchopassを買収。2ヶ月後の12月、ワークフォース最適化ソフトウェア会社のVoran Technologiaを買収し、ブラジルやラテンアメリカまで事業を拡大した。
2014年に入るとすぐに、ジェネシスはクラウドベースのマルチチャネル対応顧客コミュニケーション、インタラクション・ソフトウェアのプロバイダーであるカナダのパートナー企業、Ventriloquist Voice Solutionsを買収した。更には、ソーシャル・カスタマーケアおよび分析プラットフォームを扱うSolariatを買収。同年5月、自動メッセージソリューションを提供するOVM Solutions社も買収している。